# Amidina
Las amidinas son un tipo de compuestos orgánicos derivados de los oxácidos que incluyen un grupo funcional C(=NH)NH2, equivalente a una amida en la que el átomo de oxígeno del doble enlace está reemplazado por un grupo NH.

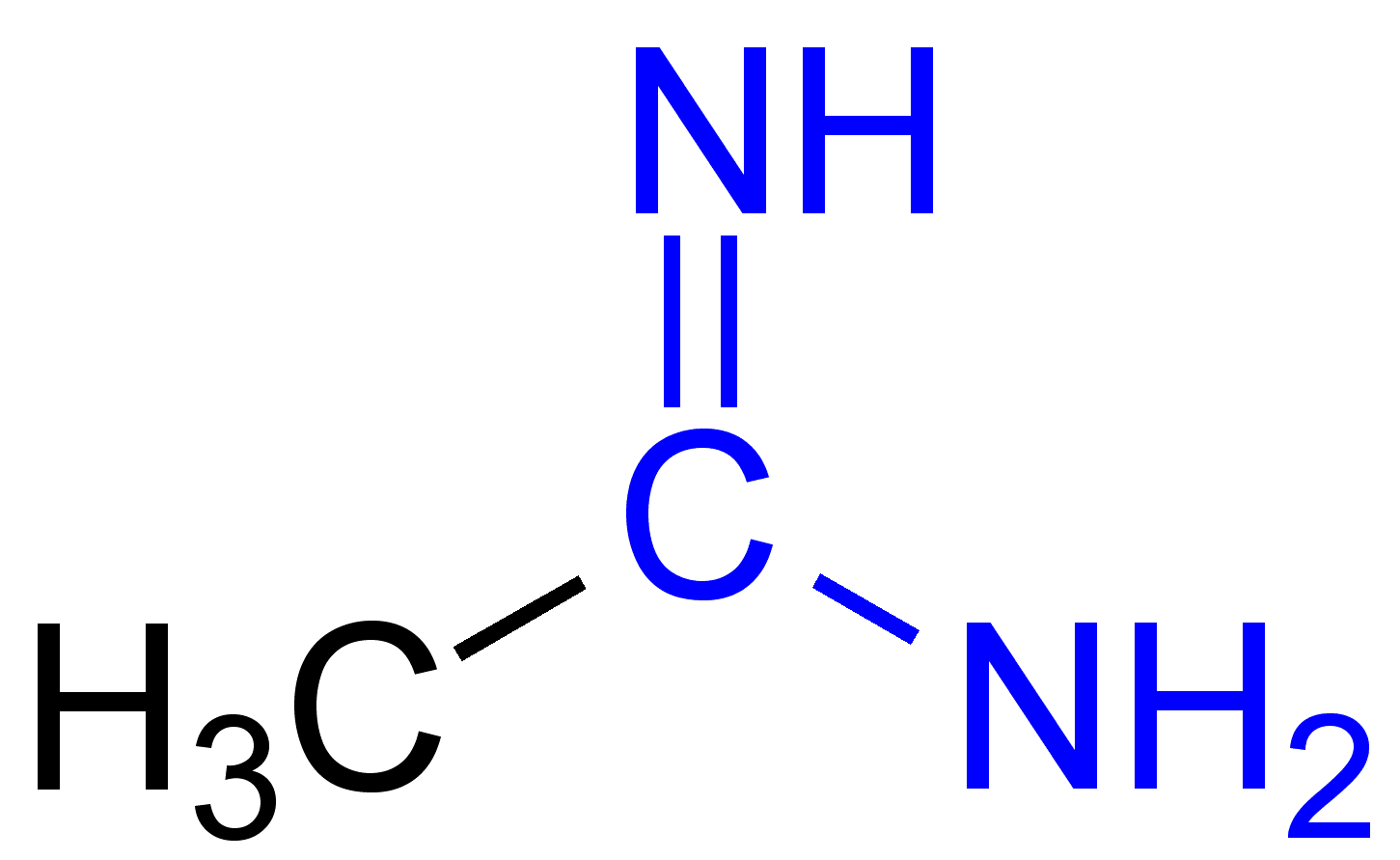
Fórmula esqueletal de la acetamidina

## Carboxamidinas
Cuando el oxoácido original es un ácido carboxílico, la amidina resultante es una carboxamidina o carboximidamida (nombre IUPAC) y tiene la siguiente estructura general:
Las carboxamidinas se conocen con frecuencia simplemente como amidinas, ya que son el tipo de amidina más comúnmente encontrado en la química orgánica. La amidina más simple es la formamidina,
HC(=NH)NH2.
Ejemplos de amidinas son:
- DBU (1,8-Diazabiciclo(5.4.0)undec-7-eno)
- Diminazena
- Benzamidina
- Pentamidina
- Paranilina

La forma más común de producir amidinas primarias es mediante la reacción de Pinner. La reacción del nitrilo con alcohol ácido da un iminoéter; el tratamiento de este con amoníaco completa la conversión a la amidina.

## Propiedades
Las amidinas son mucho más básicas que las amidas y están entre las bases más fuertes no cargadas / no ionizadas
La protonación ocurre sobre el nitrógeno hibridado sp². Esto ocurre porque la carga positiva se puede deslocalizar en ambos átomos de nitrógeno. La especie catiónica resultante es conocida como un ion amidinium  y posee longitudes de enlace C-N idénticas.